# Bilîci, Liuboml
Bilîci (în ucraineană Бі́личі) este un sat în comuna Zacernecicea din raionul Liuboml, regiunea Volînia, Ucraina.

## Demografie
Componența lingvistică a localității Bilîci
     Ucraineană (100%)
Conform recensământului din 2001, toată populația localității Bilîci era vorbitoare de ucraineană (100%).